# ピートのペットあれこれ
『ピートのペットあれこれ』（原題：jota jota quiere una mascota）は、ディズニー・チャンネル内の朝～昼にかけての特別枠ディズニージュニア内で放送されている。

## 登場人物
ピート
主人公。様々なペット（1話につき1種）について、パパに色々尋ねる。
パパ
ピートの質問に答えるため、彼とともにペットの生息地などに赴き、そこで具体的に彼に返答する。
ママ
あまり出て来ず、現れてもセリフを一切しゃべらずにピートとパパのやりとりを見ているだけ。

## エピソード一覧
原題"jota jota quiere …"の後にサブタイトルがスペイン語・日本語の2ヶ国語で表示されると同時に日本語のサブタイトルの読みが入る。
A.
B.

## 備考
- 現在のリピート放送では『～ペットあれこれ』終了後に継続して『～スポーツあれこれ』（原題：jota jota quiere un deporte）が放送される。上記のA.が『～ペットあれこれ』の、またB.が『～スポーツあれこれ』の一覧。
- ディズニージュニア放送の全番組で唯一、二ヶ国語放送に対応していない。